# Humberto Primo (Santa Fe)
Humberto Primo es una comuna agroindustrial del departamento Castellanos, se ubica en el centro oeste de la provincia de Santa Fe, a la vera de la Ruta Provincial 13 (Argentina). Dista 165 km de la ciudad de Santa Fe, a 303 km de Rosario, a 300 km de Córdoba y a 620 km de la Ciudad de Buenos Aires.
En lo económico se destaca por láctea ya que se encuentra en el corazón de la cuenca lechera, siendo esta la más grande y rica de Sudamérica, constituyéndose en su principal capital.  Dicho anteriormente, estando a pocos km de la mayor cuenca lechera en la Ciudad de Sunchales, SanCor. También con la agricultura, tambera y la ganadería. Además la localidad posee una mutual, dos bancos, un cable video y dos radios FM. 

## Toponimia
Humberto I de Italia (Turín, 14 de marzo de 1844 – Monza, 29 de julio de 1900), también llamado Humberto I de Saboya y en italiano Umberto I di Savoia, fue rey de Italia entre 1878 y 1900.
Umberto Rainerio Carlo Emanuele Giovanni Maria Ferdinando Eugenio, príncipe del Piamonte, nació en Turín, la capital del Reino de Piamonte-Cerdeña. Fue hijo del príncipe Víctor Manuel de Saboya, futuro monarca de Piamonte y que años después lograría convertirse en el primer rey de Italia, y de su prima María Adelaida de Habsburgo-Lorena, archiduquesa de Austria.
Su educación fue dejada en manos de Massimo Taparelli, marqués de Azeglio y de Pasquale Stanislao Mancini. En abril de 1868 el príncipe Humberto contrajo matrimonio con su prima hermana, la Princesa Margarita Teresa de Saboya. El matrimonio tuvo un hijo, Víctor Manuel (1869-1947).

## Canción oficial
En 1984, con motivo del centenario, se organizó un certamen. La letra del poeta Humbertino Roberto Zanetti y la marcha del músico Rafaelino Remo Pignoni fueron las seleccionadas para representar al pueblo.
Por Ordenanza 1115/14, la canción debe entonarse en todo acto cívico, cultural o patriótico que se realice en la localidad. Su letra resalta los valores del trabajo, esfuerzo, sacrificio, cooperación y amor por la tierra. En ella se relata la historia de la localidad.

Canción a Humberto Primo
Letra:   Roberto Zanetti
Música:  Remo Pignoni
Gringo grande desafiando tempestades
por la senda que Guillermo señalaba,
tras la huella de una tierra de esperanza,
que aguardaba por tu abrazo en las edades.
Puebla el aire tu proeza de inmigrante
cuando asumes la labor de la jornada,
gringo nuestro que tu pueblo así te canta
la canción de espiga y pan y miel y lágrima.
Tu porfía dominando por los llanos,
el prodigio de mil surcos y un caballo,
bien te valen las angustias del pasado
cuando muestras el triunfo de tus manos.
A los vientos de semillas germinadas,
Gringo santo Humberto Primo te proclama,
que reviva por tu aliento nuestra llama
y se llene de tu fe cada jornada.
Puebla el aire tu proeza de inmigrante
cuando asumes la labor de la jornada,
gringo nuestro que tu pueblo así te canta
la canción de espiga y pan y miel y lágrima.

## Población

### Características poblacionales
Cuenta con 5,184 habitantes (Indec, 2010), lo que representa un leve incremento del 4,45% frente a los 4,963 habitantes (Indec, 2001) del censo anterior.
| Gráfica de evolución demográfica de Humberto Primo entre 1925 y 2016                                                           |
| |
| Fuente de los Censos Nacionales del INDEC, 2011, 2012, 2013, 2014, 2015 y 2016 son datos estimados del 1 de julio de cada año. |

El Gobierno de Santa Fe, por intermedio del Instituto Provincial de Estadística y Censos (IPEC), trabaja en la generación de información estadística de elaboración propia y coopera con otros organismos de su misma naturaleza, como lo es el Instituto Nacional de Estadística y Censos (INDEC).
Este organismo realizó una estadística con la Población estimada al 1° de julio de cada año calendario, para la Provincia de Santa Fe entre los Años 2010-2025.
Los datos para la localidad son:
| Año                                 | 2010   | 2011   | 2012   | 2013   | 2014   | 2015   | 2016   | 2017   | 2018   | 2019   | 2020   |
| ----------------------------------- | ------ | ------ | ------ | ------ | ------ | ------ | ------ | ------ | ------ | ------ | ------ |
| Población estimada                  | 5.279  | 5.323  | 5.368  | 5.412  | 5.456  | 5.500  | 5.544  | 5.588  | 5.631  | 5.673  | 5.715  |
| Tasa implícita promedio del período | 0,757% | 0,757% | 0,757% | 0,757% | 0,757% | 0,757% | 0,757% | 0,757% | 0,757% | 0,757% | 0,757% |

Humberto Primo, con su gran número de habitantes, se convierte en la quinta localidad más poblada del departamento Castellanos después de San Vicente, y antes que María Juana.
La mayoría de los pobladores de Humberto son criollos y descendientes de italianos y de españoles, por este motivo actualmente la gran mayoría de la población de la localidad está compuesta por argentinos descendientes de italianos y españoles, existiendo también de otras nacionalidades: como suizos y alemanes. Además, desde hace años Humberto Primo recibe un importante flujo de migración interna, principalmente del interior de Santa Fe, además de migraciones provenientes de las provincias de Córdoba, de Buenos Aires y de la provincia de Entre Ríos.
| Etnias en Humberto Primo (1887) | Etnias en Humberto Primo (1887) | Etnias en Humberto Primo (1887) | Etnias en Humberto Primo (1887) | Etnias en Humberto Primo (1887) |
| ------------------------------- | ------------------------------- | ------------------------------- | ------------------------------- | ------------------------------- |
| Etnias                          | Etnias                          |                                 | Porcentaje                      | Porcentaje                      |
| Italianos                       | Italianos                       |                                 | 59 %                            | 59 %                            |
| Argentinos                      | Argentinos                      |                                 | 31 %                            | 31 %                            |
| Alemanes                        | Alemanes                        |                                 | 5 %                             | 5 %                             |
| Suizos                          | Suizos                          |                                 | 2 %                             | 2 %                             |
| Franceses                       | Franceses                       |                                 | 2 %                             | 2 %                             |
| Españoles                       | Españoles                       |                                 | 1 %                             | 1 %                             |

En la ciudad predomina la población femenina. La mayor parte de la población humbertina profesa la religión católica cuya iglesia es la Parroquia Santa Margarita. En el último censo nacional realizado en octubre de 2010 por el INDEC, en Humberto se contabilizaron 5 184 habitantes de los cuales las 2659 son mujeres y 2525 son varones.
Así mismo, la ciudad cuenta con una densidad demográfica de 0, 02;hab/km².

## Geografía

### Ubicación
Está situada a los 30° latitud y a los 61° longitud oeste. Se ubica a 30 km al norte de Ataliva; a 65 km al sur de San Cristóbal; a 20 km al oeste de Soutomayor Santa Fe y a 15 km al este de Colonia Raquel. Se encuentra en su totalidad en la región pampeana a 77 msnm a relación con el nivel del mar.
| Noroeste: Moisés Ville | Norte: Virginia (Santa Fe) | Nordeste: Elisa             |
| Oeste: Colonia Raquel  |                            | Este: Soutomayor (Santa Fe) |
| Suroeste: Sunchales    | Sur: Ataliva               | Sureste: Sarmiento          |

### Clima
El clima es cálido y templado en Umberto I. Hay precipitaciones durante todo el año en Umberto I. Hasta el mes más seco aún tiene mucha lluvia. La clasificación del clima de Köppen-Geiger es Cfa. La temperatura media anual en Umberto I se encuentra a 18.7 °C. Hay alrededor de precipitaciones de 933 mm.
La diferencia en la precipitación entre el mes más seco y el mes más lluvioso es de 119 mm. Las temperaturas medias varían durante el año en un 13.2 °C.
Es frecuente un fenómeno meteorológico que afectan a la ciudad: la sequía.
Otros fenómenos meteorológicos destacables, aunque poco frecuentes, son los tornados y vientos huracanados. Por otro lado, la niebla durante el invierno es característica y el granizo es un fenómeno que, raramente presenta problemas de consideración.
Uno de los fenómeno meteorológicos más graves ocurridos en la localidad fue el pasado año, 2 de febrero de 2013 fue una Cola de tornado que paso por aquí y localidades vecinas con vientos que llegaron hasta los 84 km/h dejando graves consecuencias en la plaza pública y edilicias. El mes más seco es julio, con 26 mm. 145 mm, mientras que la caída media en marzo. El mes en el que tiene las mayores precipitaciones del año.No hay registros de nevada en la localidad.
| Parámetros climáticos promedio de Humberto Primo, SF                                                 | Parámetros climáticos promedio de Humberto Primo, SF | Parámetros climáticos promedio de Humberto Primo, SF | Parámetros climáticos promedio de Humberto Primo, SF | Parámetros climáticos promedio de Humberto Primo, SF | Parámetros climáticos promedio de Humberto Primo, SF | Parámetros climáticos promedio de Humberto Primo, SF | Parámetros climáticos promedio de Humberto Primo, SF | Parámetros climáticos promedio de Humberto Primo, SF | Parámetros climáticos promedio de Humberto Primo, SF | Parámetros climáticos promedio de Humberto Primo, SF | Parámetros climáticos promedio de Humberto Primo, SF | Parámetros climáticos promedio de Humberto Primo, SF | Parámetros climáticos promedio de Humberto Primo, SF |
| Mes                                                                                                  | Ene.                                                 | Feb.                                                 | Mar.                                                 | Abr.                                                 | May.                                                 | Jun.                                                 | Jul.                                                 | Ago.                                                 | Sep.                                                 | Oct.                                                 | Nov.                                                 | Dic.                                                 | Anual                                                |
| --- | ---------------------------------------------------- | ---------------------------------------------------- | ---------------------------------------------------- | ---------------------------------------------------- | ---------------------------------------------------- | ---------------------------------------------------- | ---------------------------------------------------- | ---------------------------------------------------- | ---------------------------------------------------- | ---------------------------------------------------- | ---------------------------------------------------- | ---------------------------------------------------- | ---------------------------------------------------- |
| Temp. máx. media (°C)                                                                                | 32                                                   | 31                                                   | 28                                                   | 24                                                   | 21                                                   | 17                                                   | 18                                                   | 20                                                   | 22                                                   | 25                                                   | 28                                                   | 30                                                   | 25                                                   |
| Temp. media (°C)                                                                                     | 26                                                   | 24                                                   | 23                                                   | 17                                                   | 15                                                   | 12                                                   | 10                                                   | 11                                                   | 15                                                   | 20                                                   | 21                                                   | 24                                                   | 19                                                   |
| Temp. mín. media (°C)                                                                                | 18                                                   | 17                                                   | 16                                                   | 11                                                   | 9                                                    | 7                                                    | 5                                                    | 6                                                    | 8                                                    | 12                                                   | 14                                                   | 16                                                   | 13                                                   |
| Precipitación total (mm)                                                                             | 121                                                  | 95                                                   | 145                                                  | 84                                                   | 49                                                   | 28                                                   | 26                                                   | 31                                                   | 54                                                   | 82                                                   | 100                                                  | 118                                                  | 931                                                  |
| Fuente: http://www.meteored.com.ar/tiempo-en_Humberto+I-America+Sur-Argentina-Santa+Fe--1-16720.html |                                                      |                                                      |                                                      |                                                      |                                                      |                                                      |                                                      |                                                      |                                                      |                                                      |                                                      |                                                      |                                                      |

## Estructura Urbana
Humberto, mantiene un perfil de casas bajas, el punto de origen del pueblo es la Plaza 25 de Mayo, alrededor de la cual se encuentran, la Parroquia  Santa Margarita, el cable, Cablevisión Humberto Primo, el Banco Nación y la Mutual del Club Argentino (A.M.A.S.C.A.), el Banco Provincia se encuentra en el bulevar Urquiza.
Alrededor de la plaza, sobre las calles se encuentra una gran cantidad de edificios antiguos.
Sobre el Bulevar San Martín, se encuentran una gran variedad de comercios, en ella se encuentra la Sociedad Italo Argentina Nueva Roma, sobre la calle Córdoba, se encuentra la Comuna de Humberto Primo, la comisaría N° 7 y el juzgado, en la calle Rivadavia se localiza el Correo Argentino, y la cooperativa telefónica (TELECOM) en la calle Santiago del Estero se encuentra la escuela, primaria, N° 6387 Tomás Alva Edison donde también funciona, en horas nocturnas la escuela para adultos E.M.P.A. 1226, y la otra escuela primaria N° 464 Estanislao Zeballos sobre calle Dean Fúnes, que también en horas nocturnas funciona I.S.T.I.L. (Instituto Superior de Tecnología de las Industrias Lácteas), en la calle Mariano Moreno se encuentra la Biblioteca Popular Mariano Moreno, y en el Bulevar Lehmann se ubica el Club Argentino.
- Ferias artesanales:

Dos domingos al mes, se realiza la feria franca, HumAtael ella se venden variedad de productos regionales, realizados por feriantes y artesanos de la localidade.

### Fauna y flora

Fauna
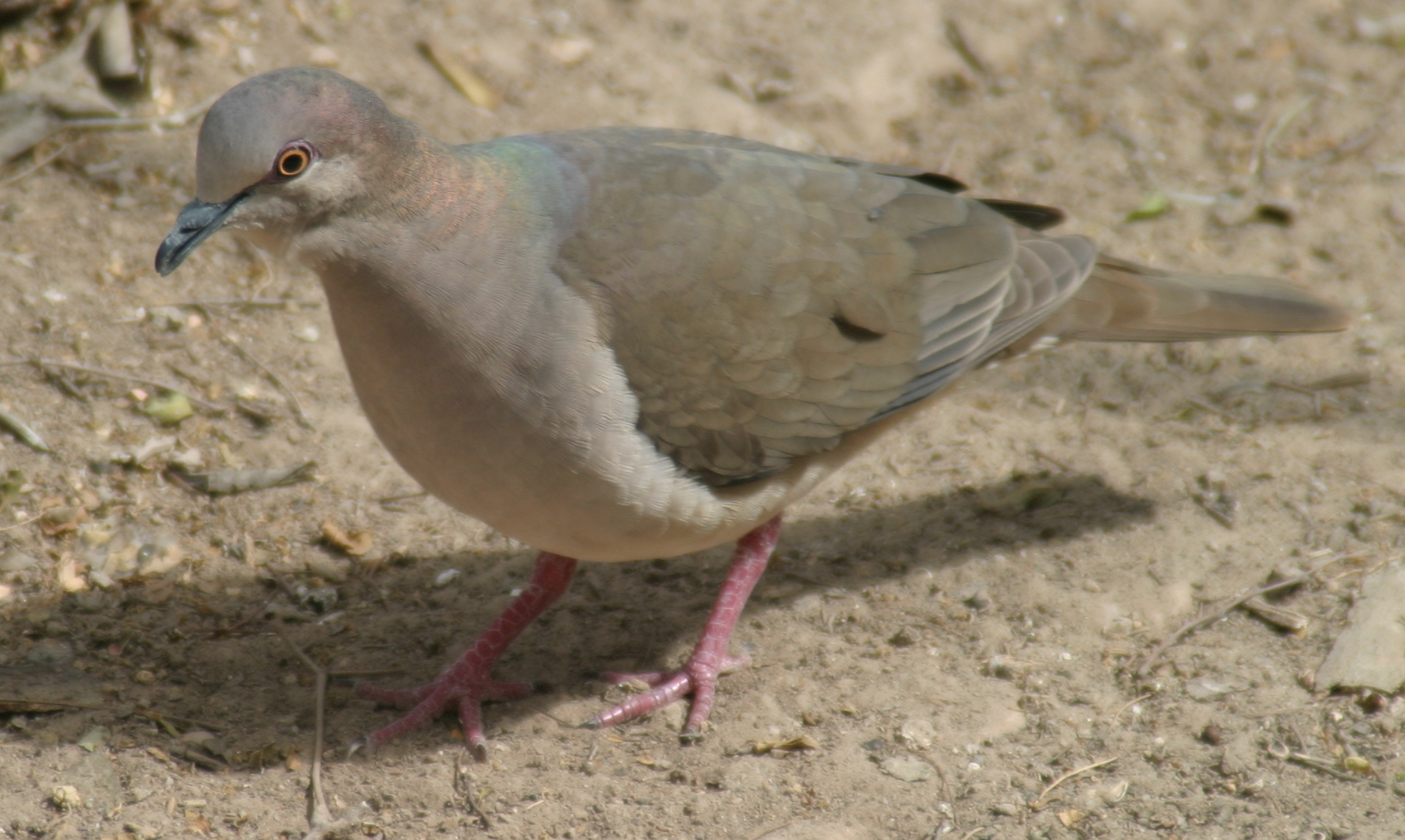
Leptotila verreauxi
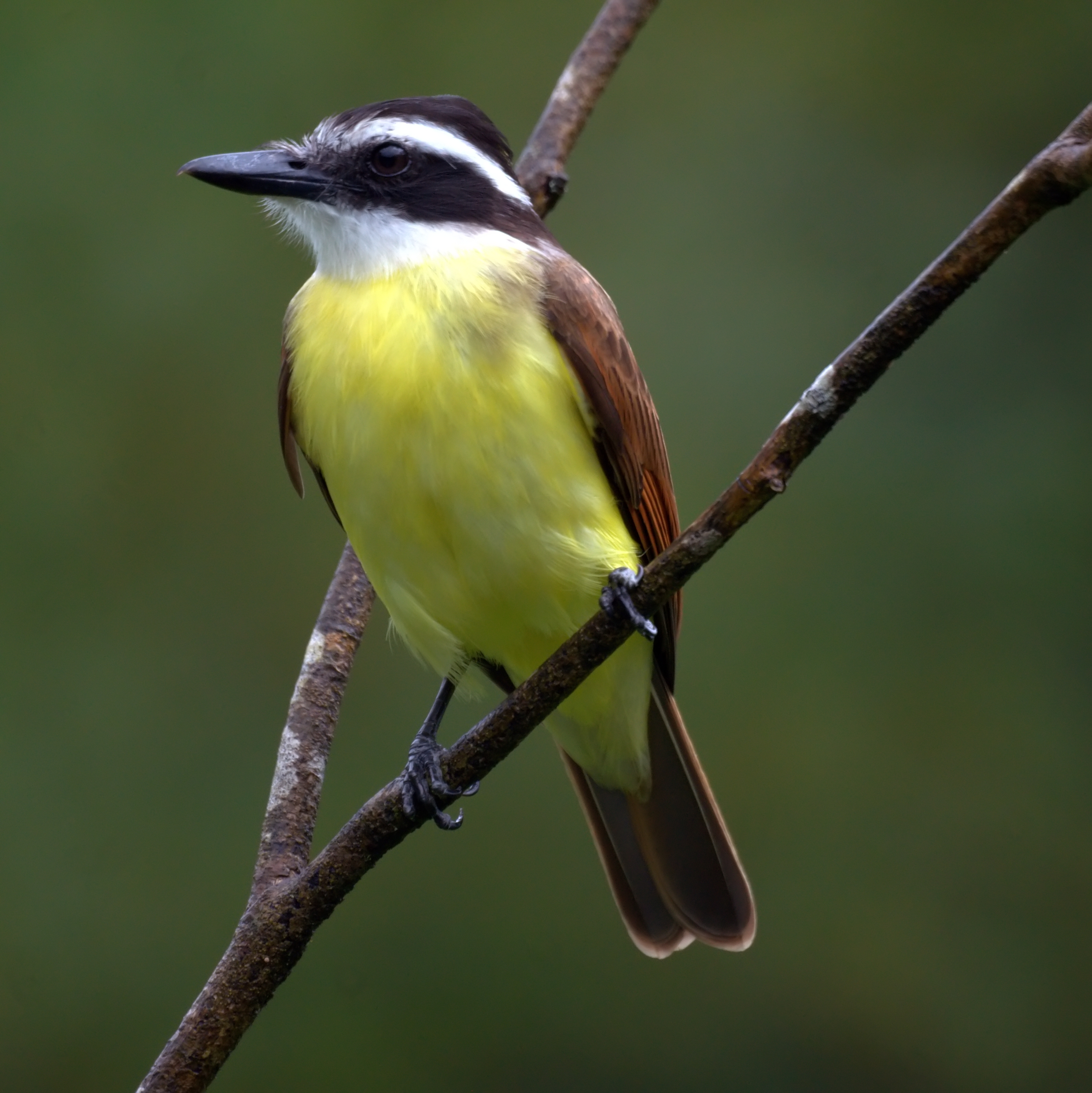
Pitangus sulphuratus
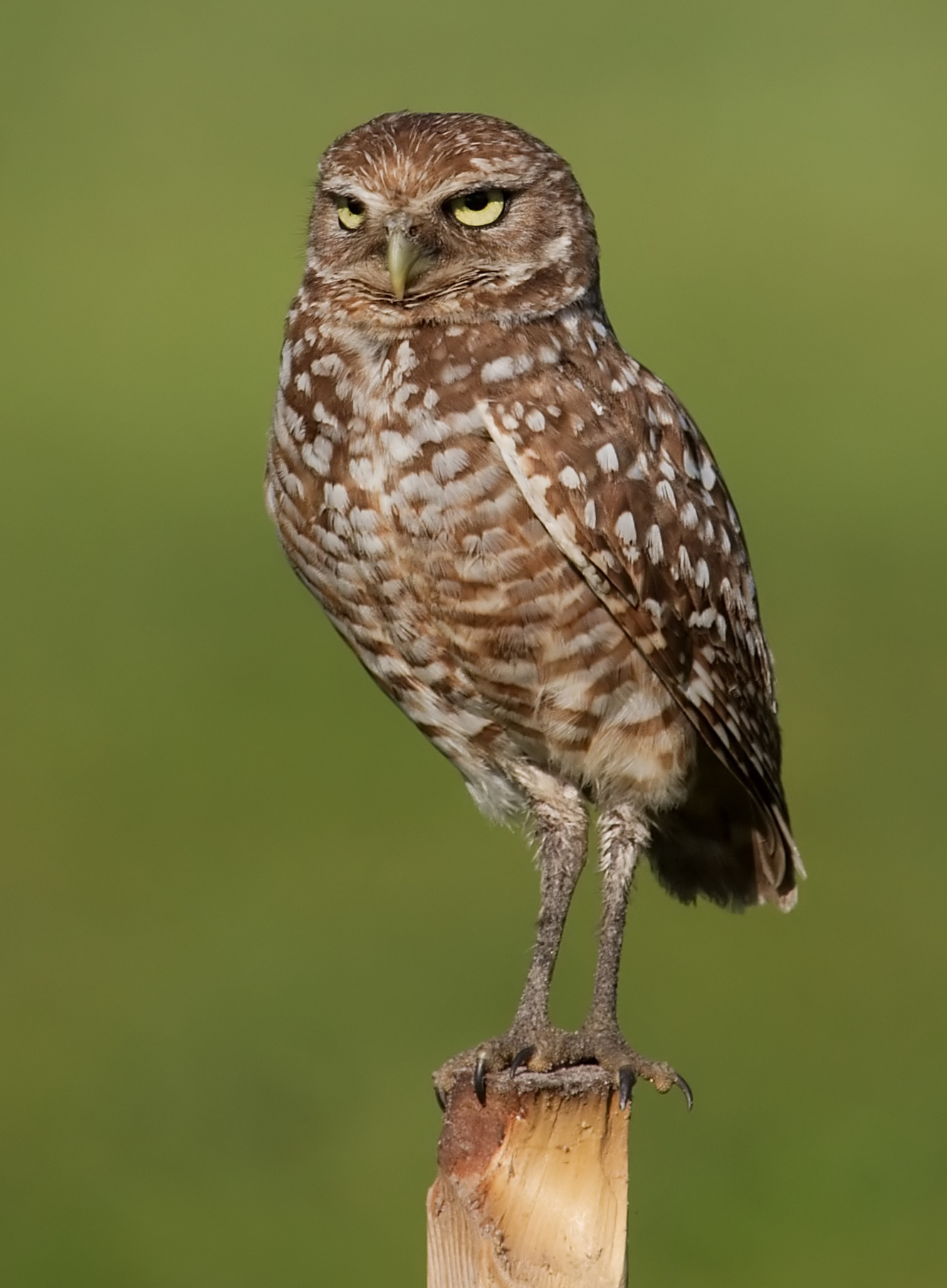
Athene cunicularia
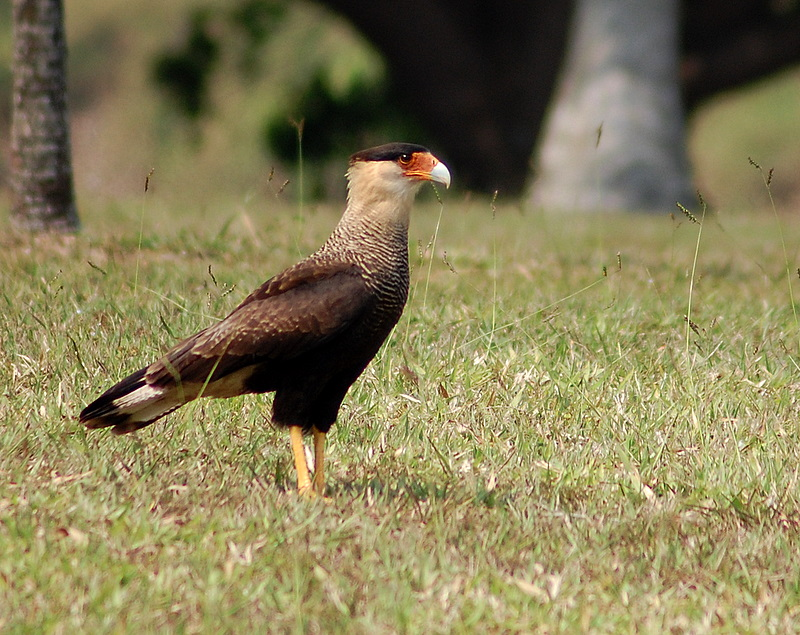
Caracara plancus
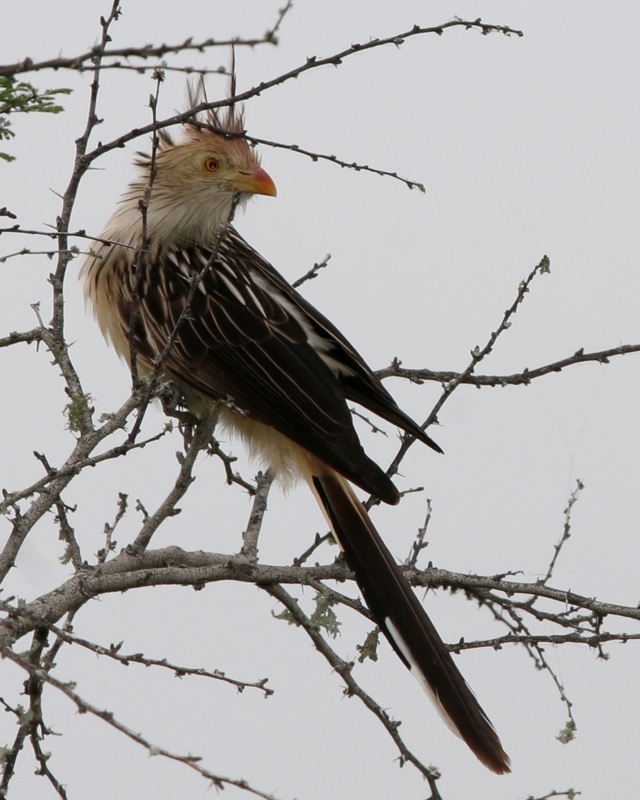
Guira guira
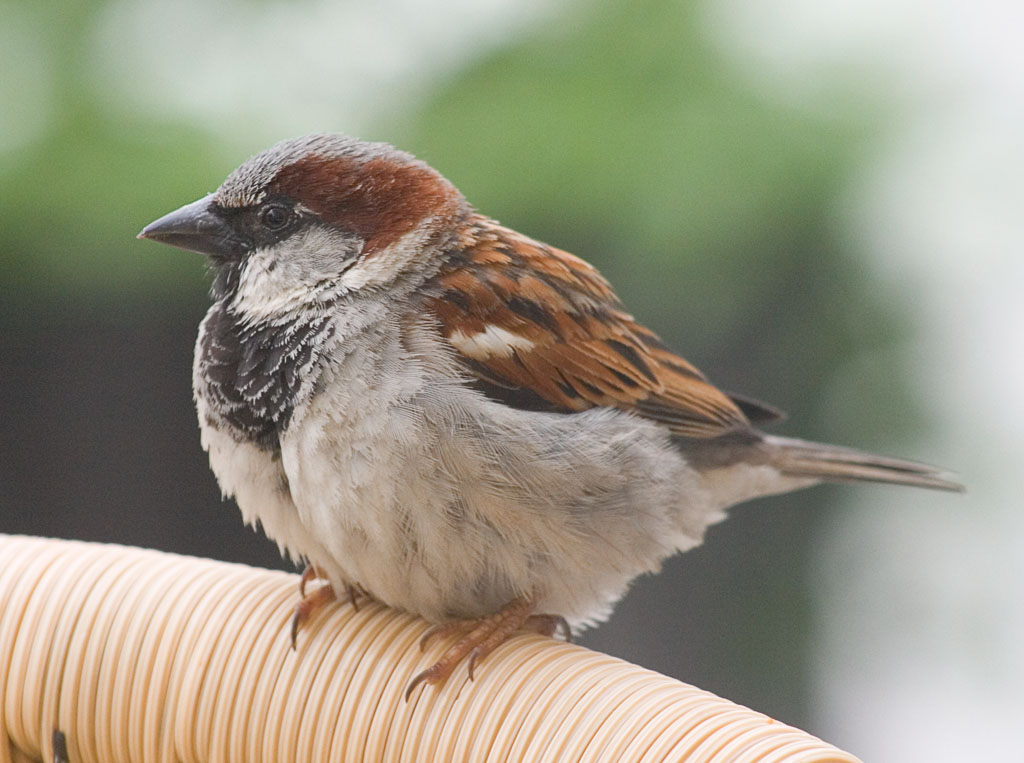
Passer domesticus
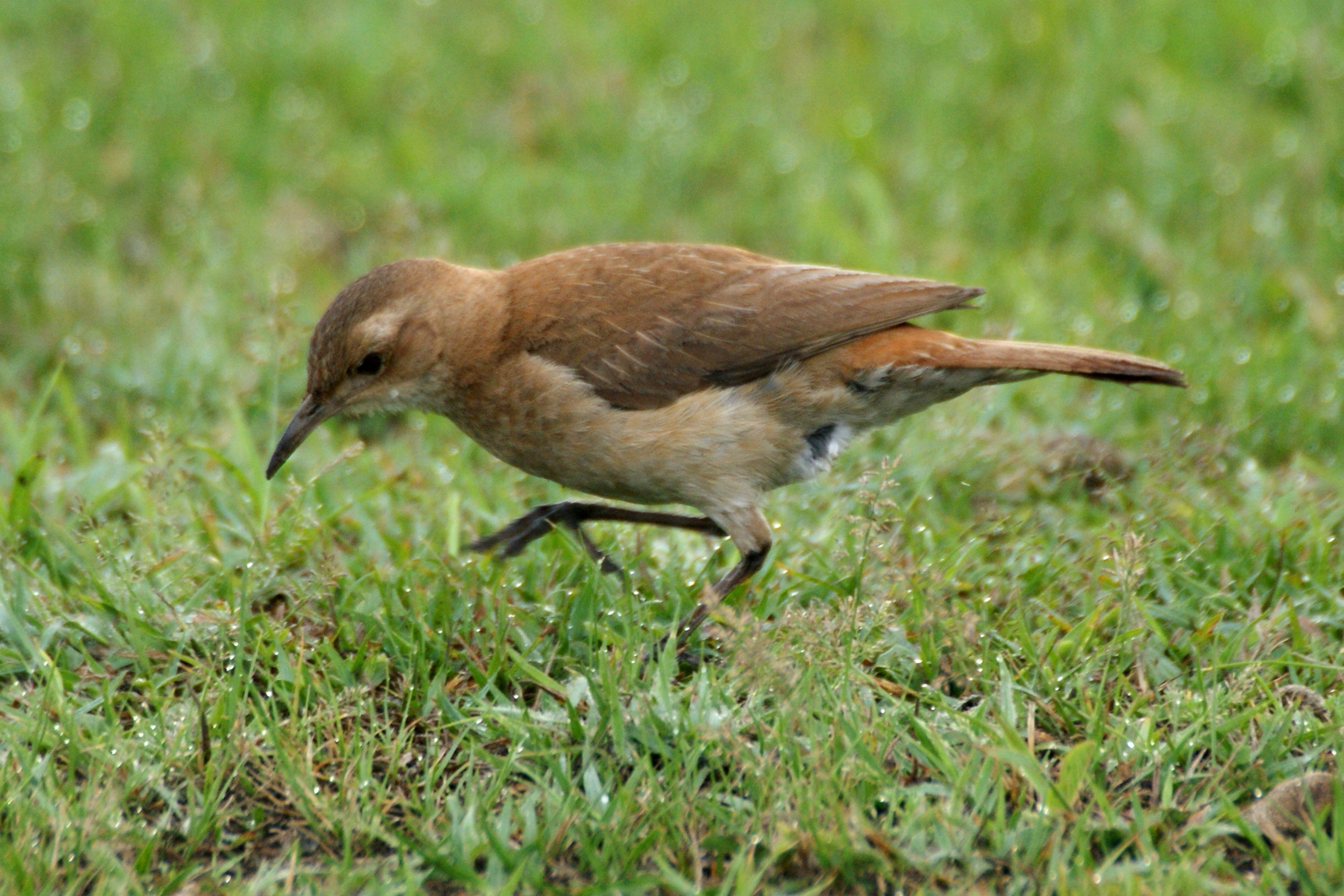
Furnarius rufus
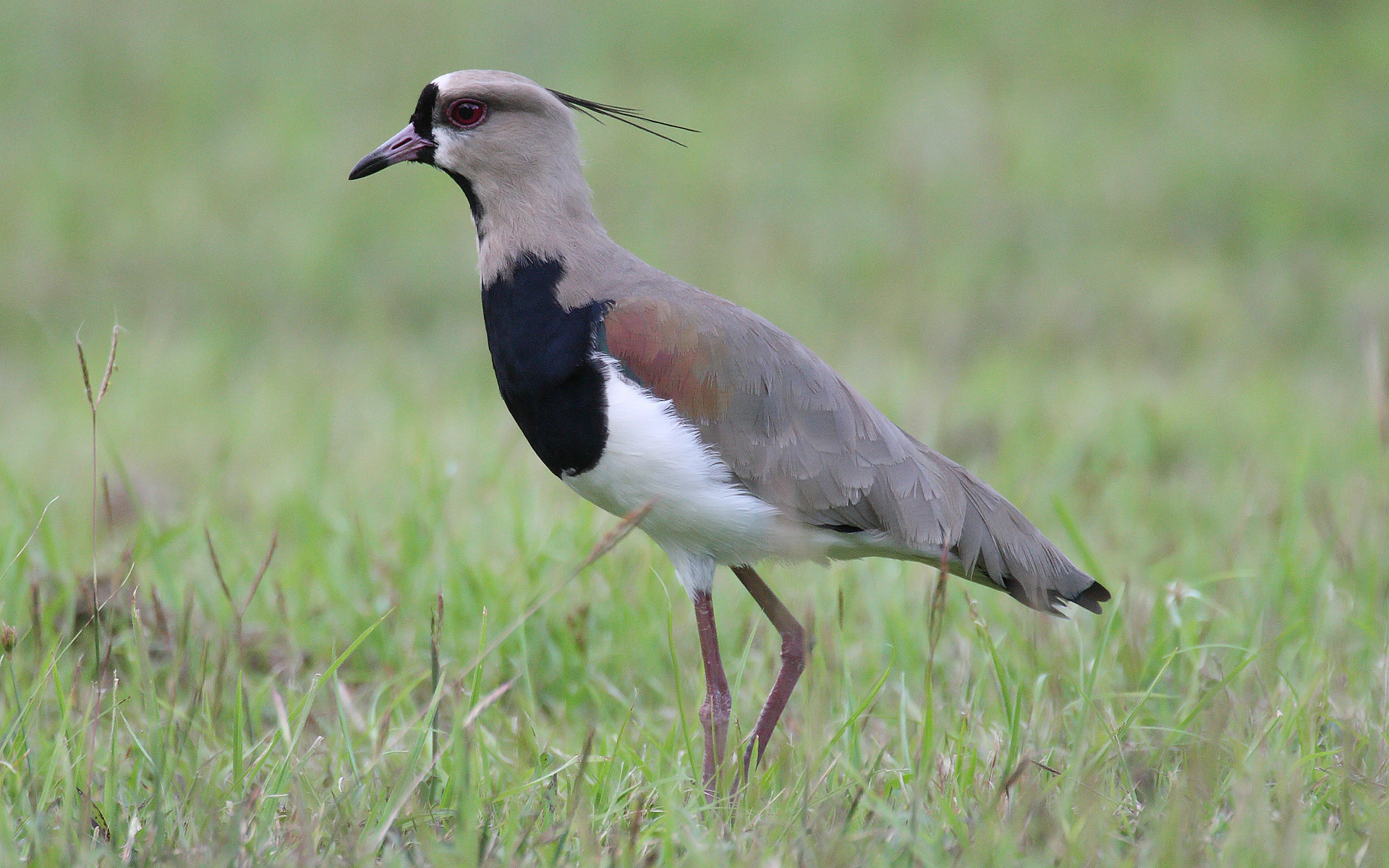
Vanellus chilensis
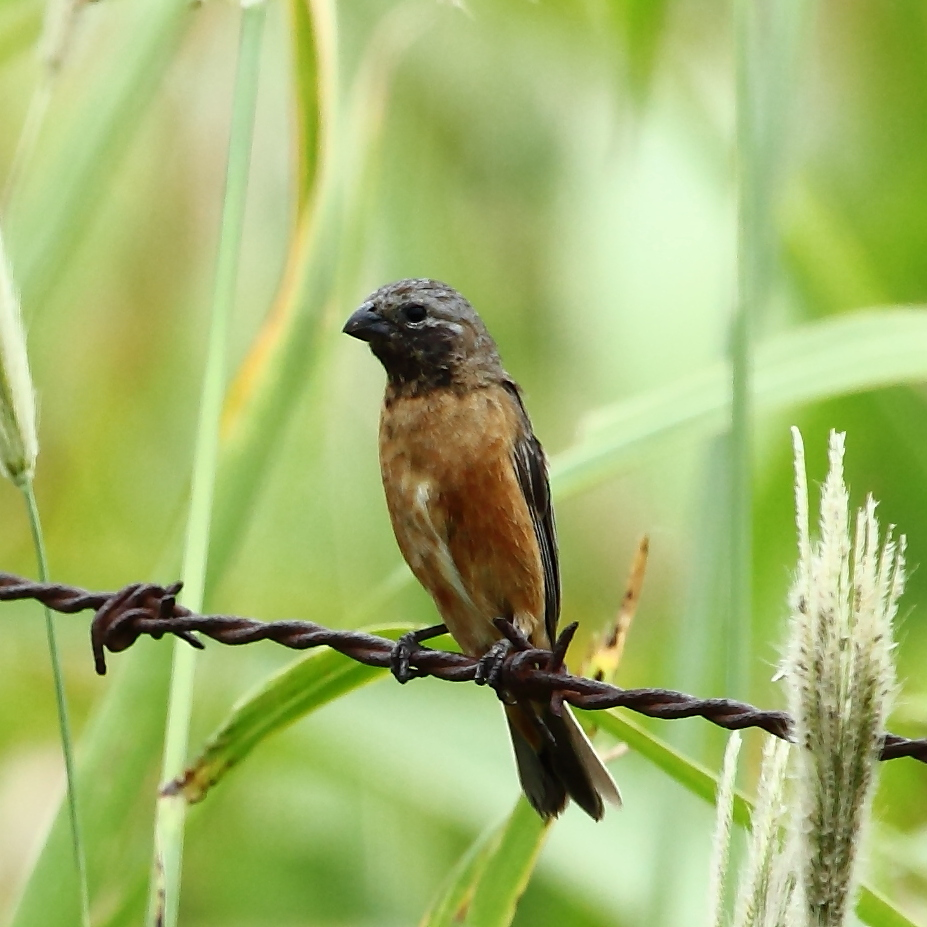
Sporophila ruficollis
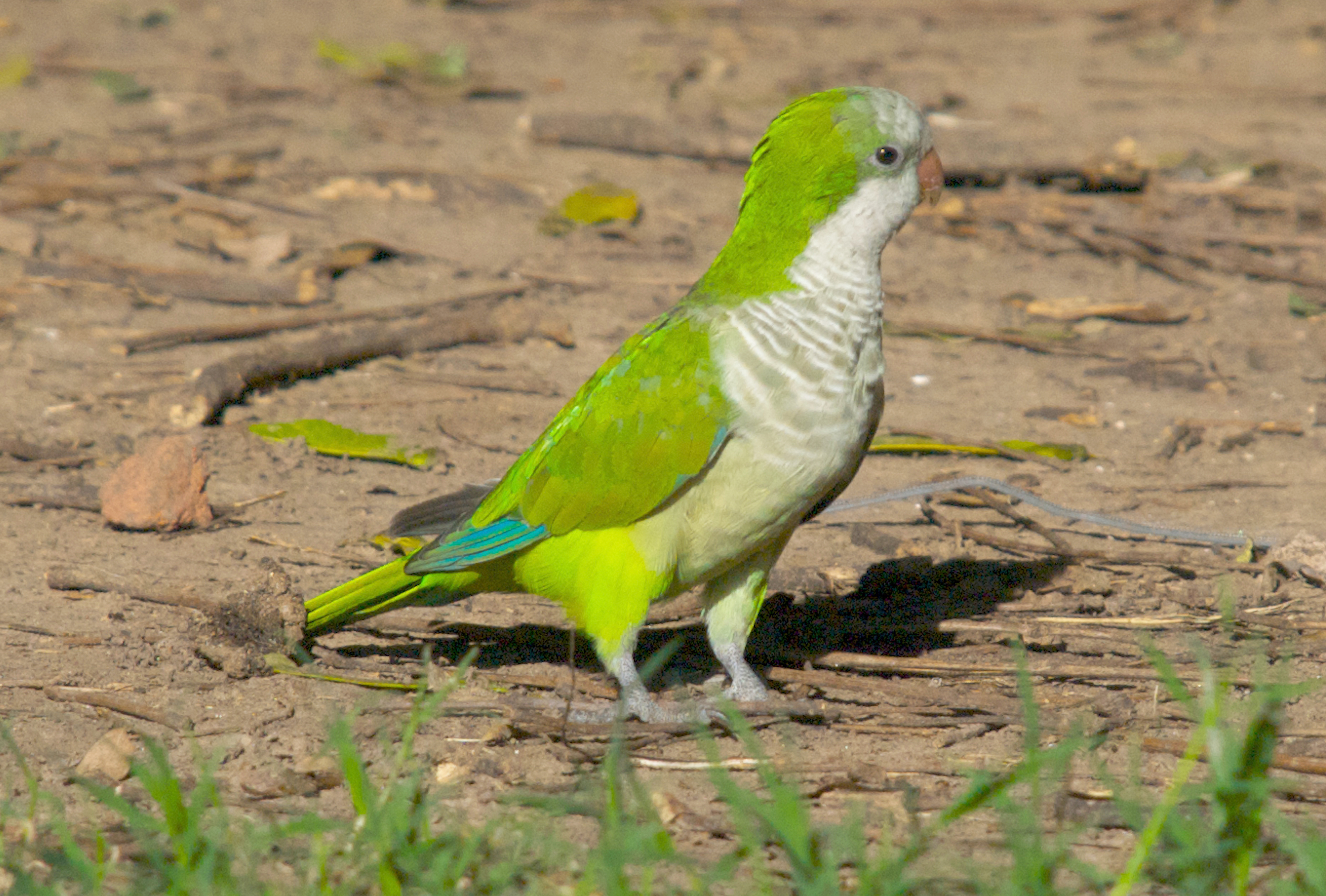
Myiopsitta monachus
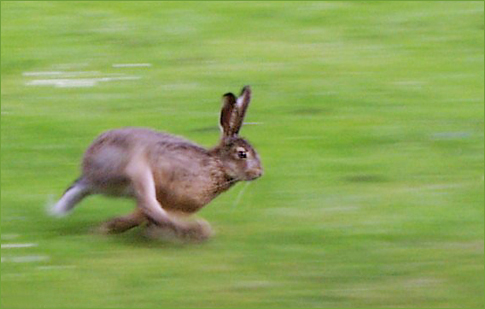
Liebre
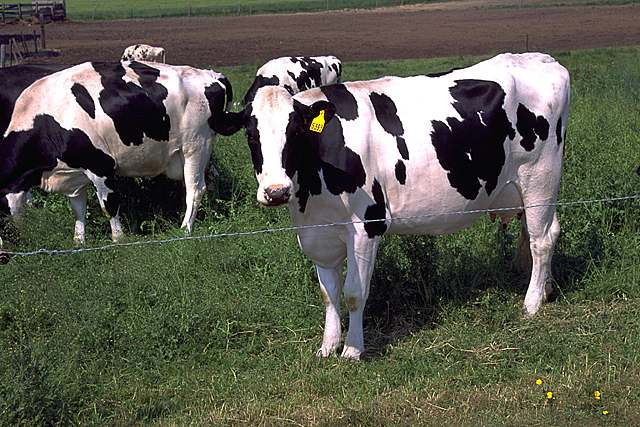
Holando-Argentino
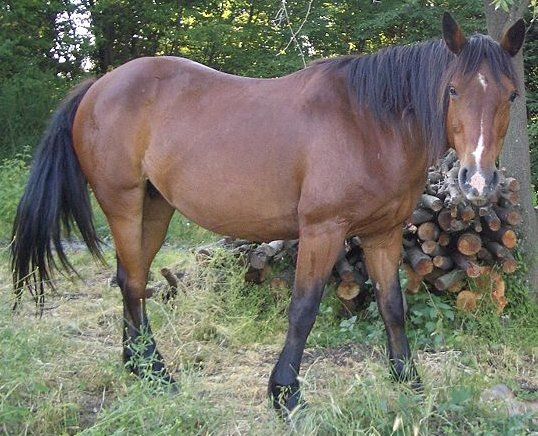
Caballo criollo
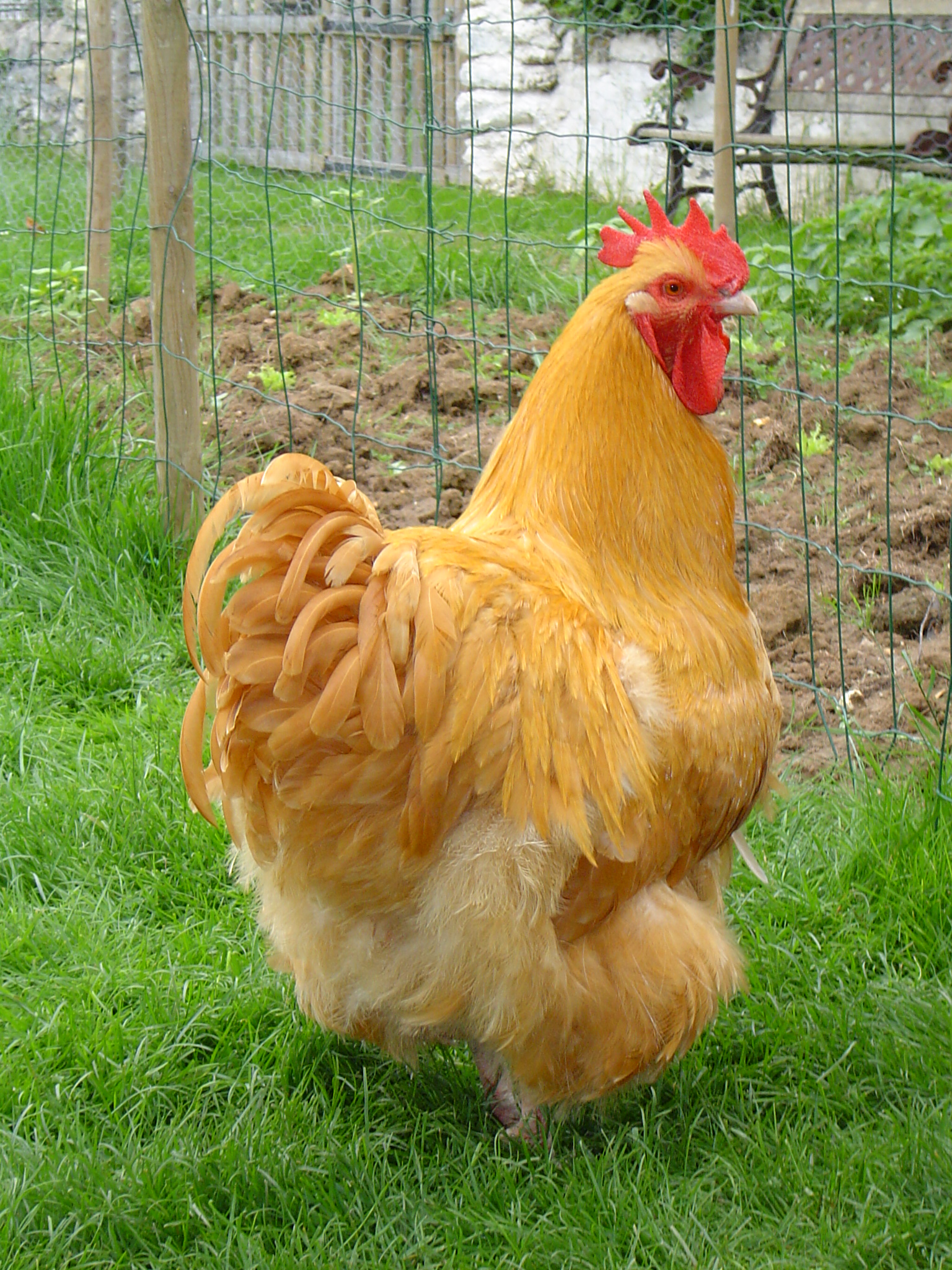
Gallus gallus domesticus

Flora
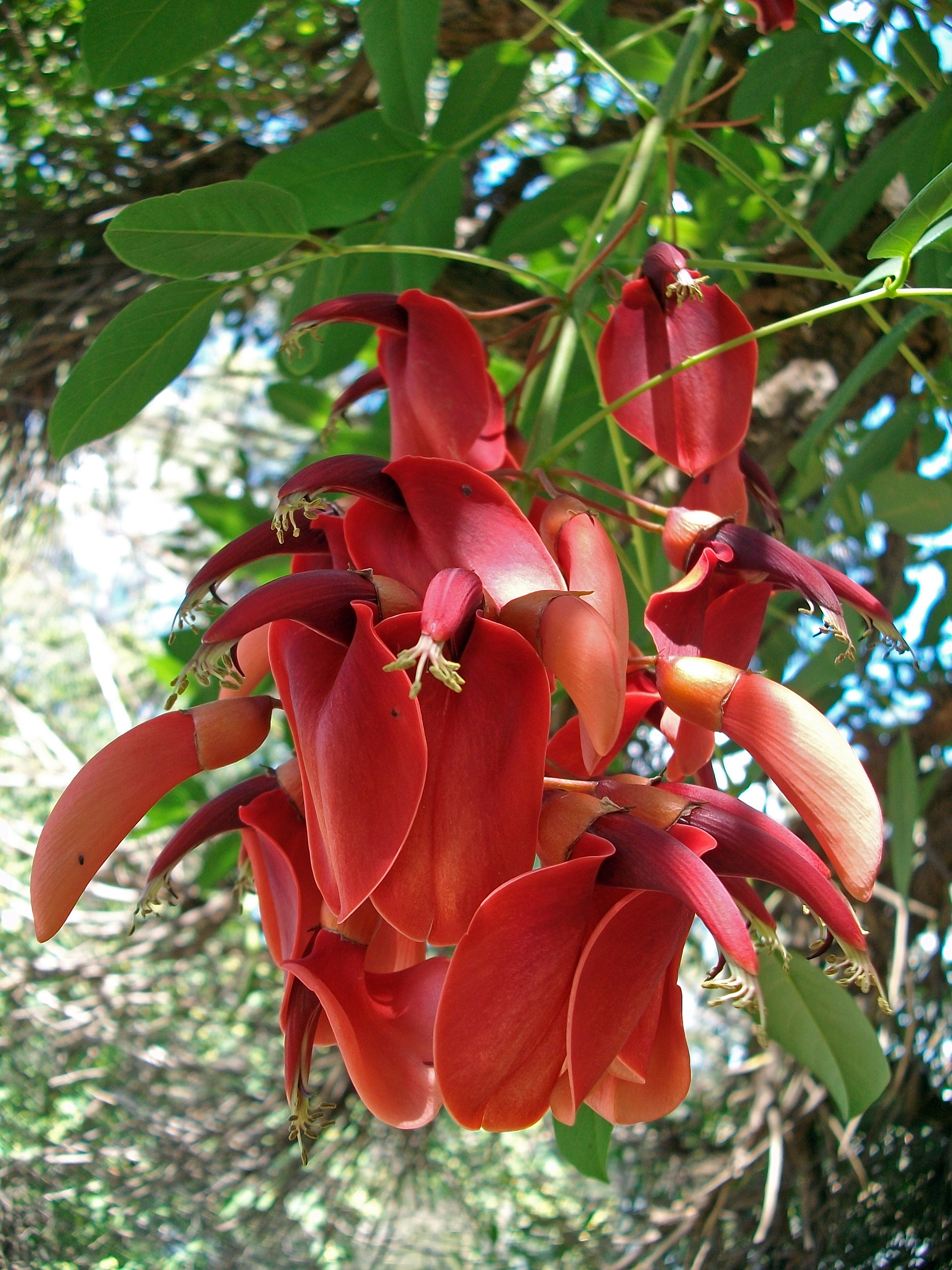
Erythrina crista-galli
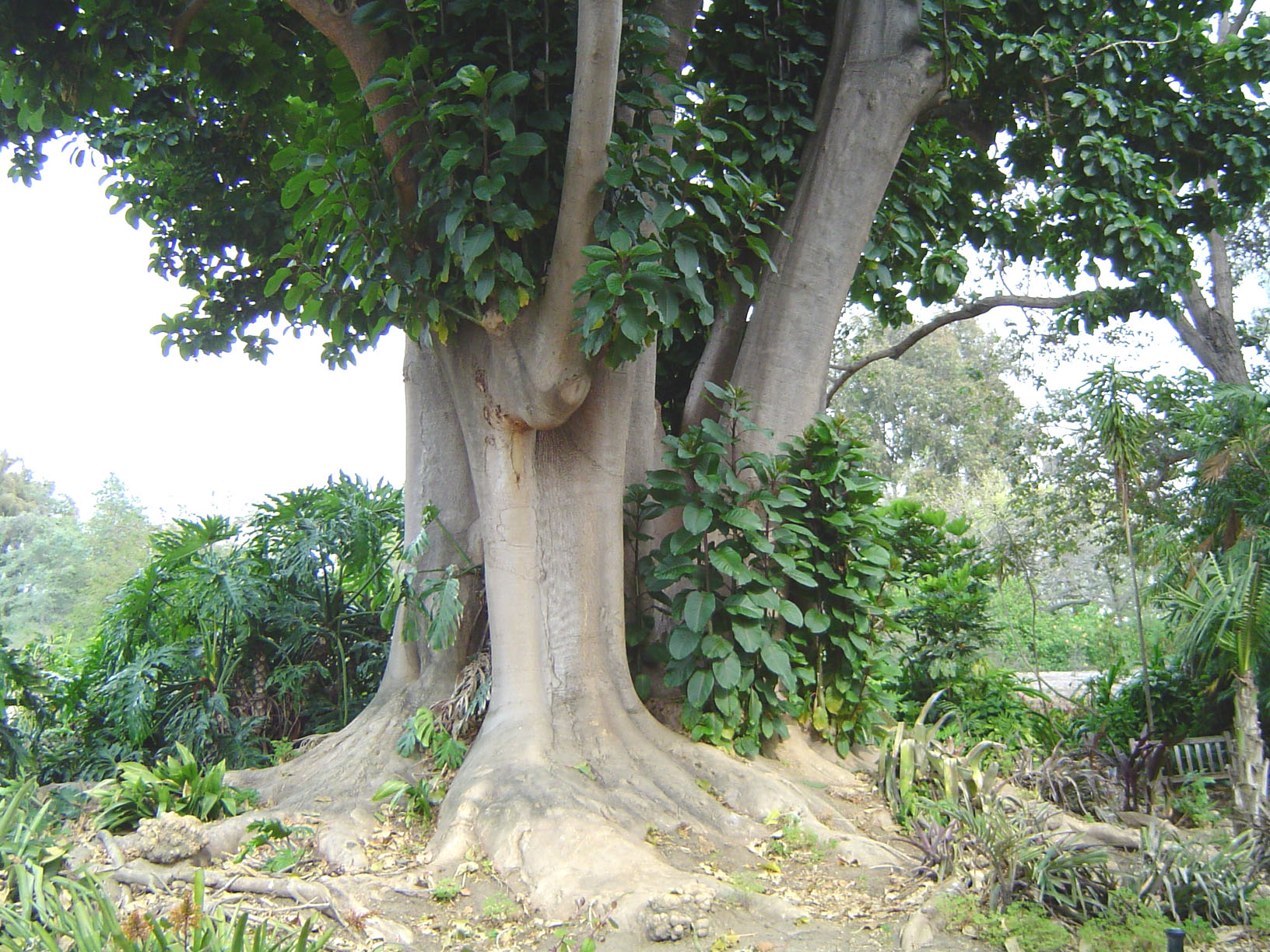
Phytolacca dioica
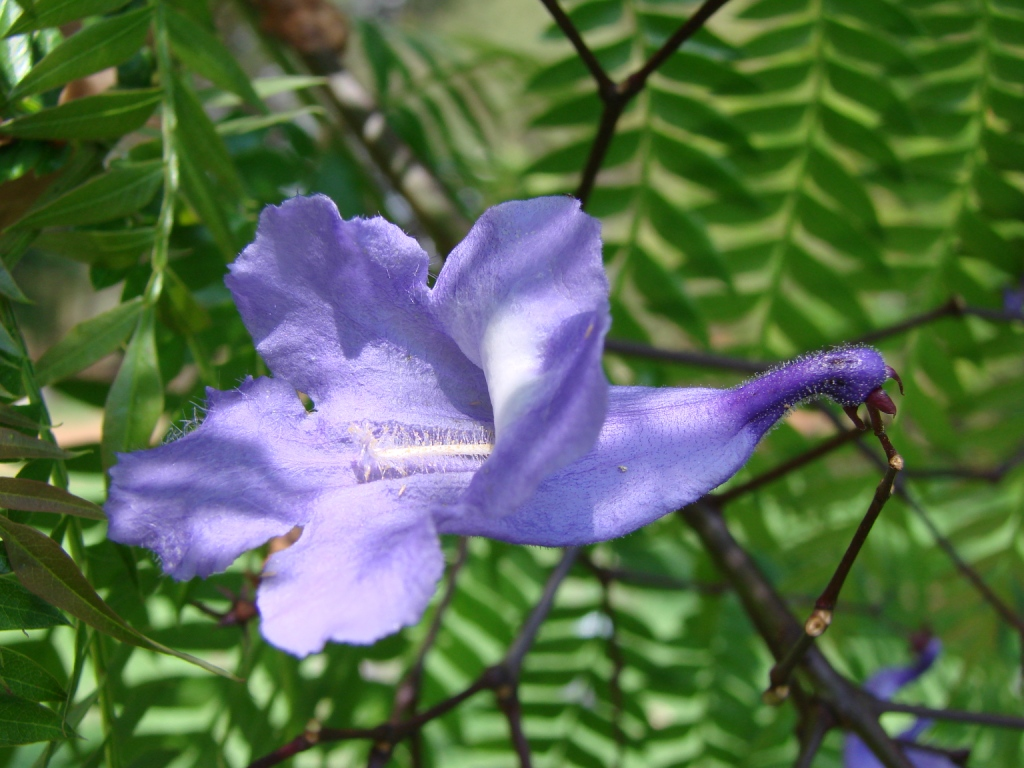
Jacarandá
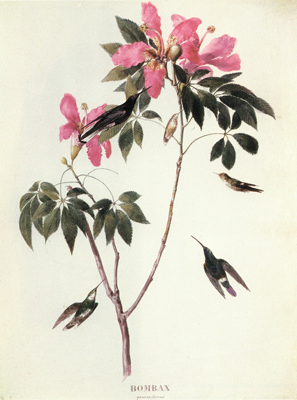
Palo borracho
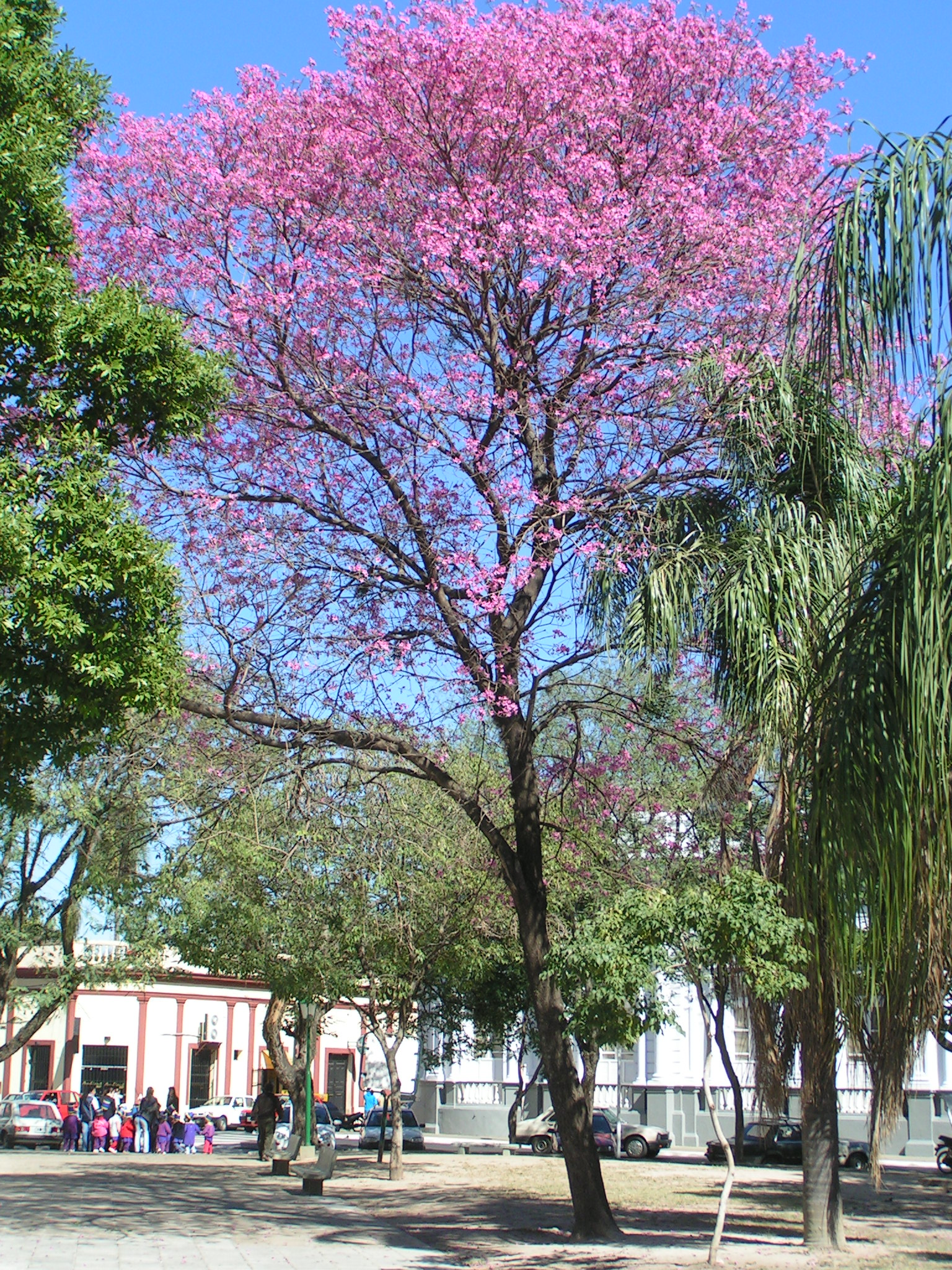
Lapacho Rosado
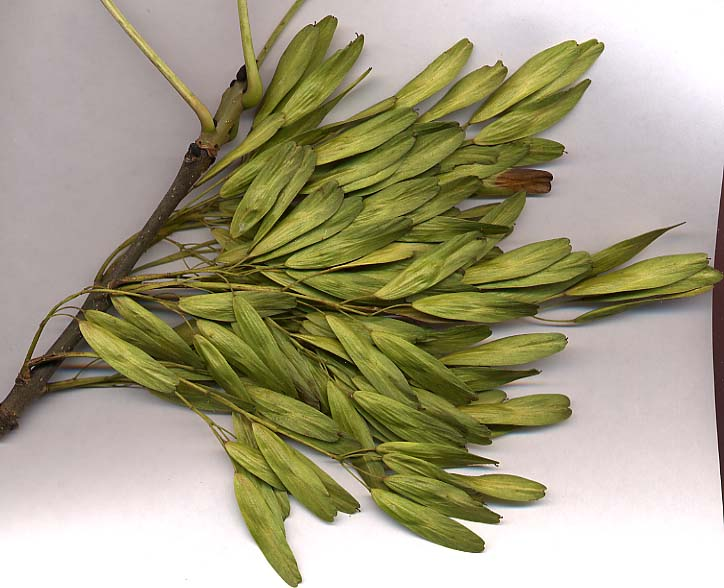
Fresno
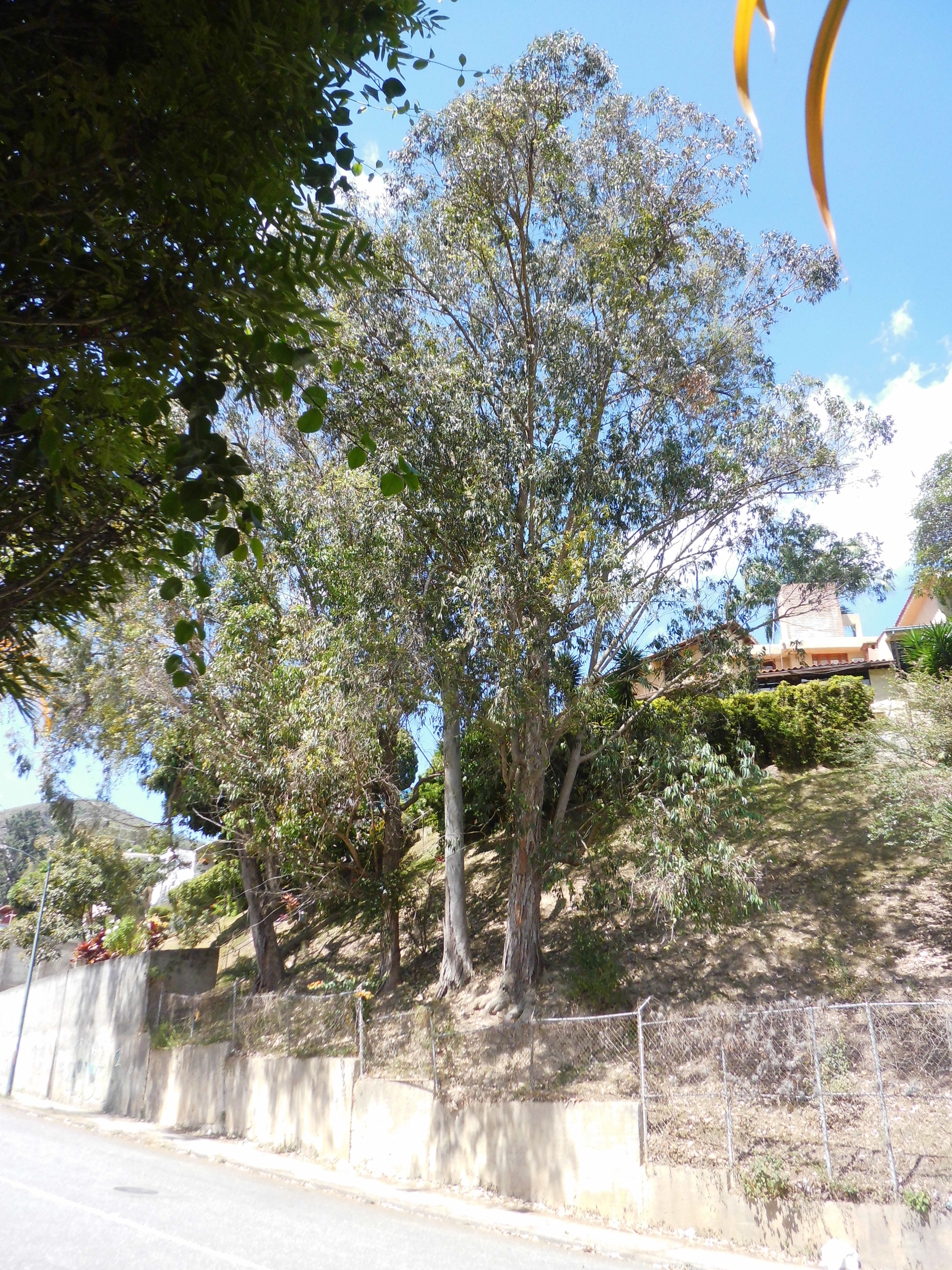
Eucalipto

El acceso a la ciudad, por Bv. San Martín se encuentra colmado de Lapachos Rosados y Jacarandás

### Barrios de la Ciudad
La siguiente es una lista ordenada alfabéticamente de algunos de los barrios que componen la ciudad:
- 9 de Julio
- Argentino
- Constitución
- Fonavi
- Itatí
- Los Olivares
- Microcentro
- San Cayetano
- San José
- Santa Marta

### Educación
La localidad de Humberto Primo cuenta con un muy bajo índice de analfabetismo, siendo muy pocos los habitantes que no saben leer ni escribir, según encuestas realizadas años anteriores. 
Humberto Primo posee un Jardín de infantes, un centro de cuidado infantil, dos escuelas primarias (otras Rurales), una escuela de Artes e Idiomas, dos escuela secundarias, una escuela terciaria de Industrias Lácteas (I.S.T.I.L.) y una escuela para adultos (E.E.M.P.A.).

#### Jardines de Infantes
La educación inicial corresponde al período entre los 45 días y los 5 años. Los Jardines Maternales se encargan de la educación de menores entre los 45 días y los 2 o 3 años (Centro de Cuidado Infantil).
- Jardín de Infantes Nucleado nro. 128 "Dra. Sara Faisal" (de 3 a 5 años)
- Centro de Cuidado Infantil N° 20 (de 1 a 3 años).

#### Escuelas primarias
La educación primaria abarca desde los 6 a los 12 años del menor, y es obligatoria en toda la República Argentina. En todas se enseña un segundo idioma, en las de gestión oficial solo desde el 4º grado (inglés).
- Escuela nro. 464 "Estanislao Zeballos".[4]
- Escuela nro. 6387 "Tomás Alva Edison".[5]
- Escuela C.E.R. nro. 433 "General Manuel Belgano".[4]
- C.E.R. nro. 468 "Bernardo O Higgins".[4]

#### Escuelas secundarias
La educación secundaria está destinada a los menores de entre 13 y 18 años de edad.
- Escuela de Educación Técnico Profesional, E.E.T.P. nro. 565
- Escuela de Educación Secundaria Orientada Particular Incorporada, E.E.S.O.P.I. nro. 8040 "Gral. San Martín"

#### Escuelas terciarias
La educación terciaria (o superior) se refiere al proceso y a los centros o instituciones educativas en donde, después de haber cursado la educación secundaria, se estudia una carrera profesional y se obtiene una titulación superior.
- Instituto Superior de Tecnología de las Industrias Lácteas, I.S.T.I.L. nro. 4034.

El Instituto Superior Istil nº 4034 inicia su actividad en abril del año 1988 ofreciendo una opción diferente a quienes hayan concretado sus estudios secundarios, la carrera de TECNICO SUPERIOR EN INDUSTRIAS LACTEAS de nivel terciario.
Como complemento fundamental los alumnos procesan en horario matutino, leche y sus derivados y realizan prácticas microbiológicas. 
El título otorgado por el ISTIL es el de "Técnico Superior en Industrias Lácteas".
Culminando los tres años de estudios, los alumnos realizan pasantías en Industrias Alimenticias Afines.

#### Escuelas para adultos
- Escuela de Enseñanza Media para Adultos, E.E.M.P.A. nro. 1226

## Localidades y Parajes del Municipio
- Humberto Primo, 5184 habitantes (Indec, 2010)
- Parajes
  - Campo Rodeo Chico
  - Colonia La Maravita
  - Colonia Rocchia
  - Reina Margarita
  - Tres Colonias
  - Cabañas rurales "La Quinta"

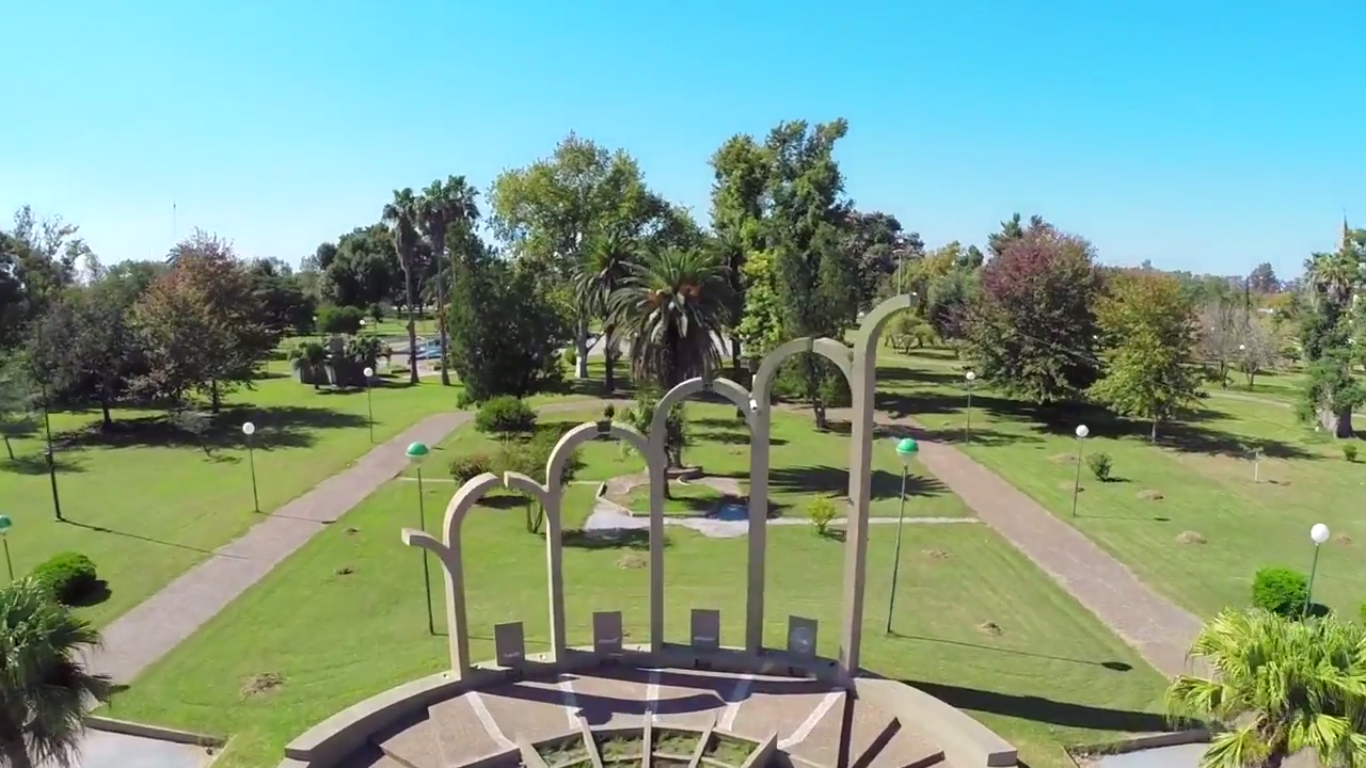
Fotografía Aéra, Monumento al Centenario.

  - "Parador Turístico". (Informa de la región y de dos proyectos que tienen I.S.T.I.L. con la Cooperativa "La Humbertina". Como también dispone de información de poblaciones de más de 300 kilómetros de distancia con datos generales y turísticos)

## Parques y Paseos
Pese a que Humberto Primo es un pueblo de menos de 7000 habitantes cuenta con seis lugares de esparcimiento al aire libre como plazas, paseos o centros recreativos. Esto se debe en parte a que la población creció en construcciones domiciliarias, comerciales e industriales de Este a Oeste hasta llegar a los cuatro kilómetros; mientras que de Norte a Sur su extensión en la edificación es de 1 kilómetro y medio. Es por ello que cuando ingresamos a nuestra localidad entrando por la ruta Nº 13 de (Oeste a Este), tomando el acceso hacia el centro, antes de llegar nos encontramos con cuatro lugares de esparcimiento y en el centro solamente uno.

### Plaza 9 de Julio
Con la primera que nos encontramos sobre la izquierda del acceso es la plaza que pertenece al barrio 9 de Julio y lleva precisamente dicho nombre. Es una plaza pequeña pero muy acogedora con bancos y buena vegetación ideal para una buena mateada, cosa que sucede a diario. En dicha plaza es donde cada 9 de Julio se realizan los actos conmemorativos de la declaración de la Independencia, para luego terminar con un gran almuerzo popular en el salón del club.

### Plazoleta Faule
Luego, si seguimos, a pocas cuadras de ésta nos encontramos, sobre la derecha del acceso, con la plaza Faule. Dicha plaza lleva ese nombre porque Humberto Primo está hermanado con esa localidad situada al norte de Italia. En ella podemos encontrar juegos infantiles, la conservación de parte de una de las primeras construcciones, bancos, mástil para enarbolar la bandera Argentina e Italiana en fechas de relevancia para ese lugar, vegetación y un elemento histórico que para el que visita por primera vez nuestra localidad puede llegar a confundirlo. El elemento al que hago referencia es un indicador de importantes dimensiones que tiene como lectura el nombre de la localidad,  este se usaba en el ferrocarril para información de los pasajeros y maquinistas. Fue hecho por los ingleses y dicho texto expresa Umberto 1º - (sin H).

### Parque de La Vida
A metros de la anterior, pero al otro costado de la ruta, casi enfrente, nos encontramos con un parque denominado “Parque de la Vida”. Éste también tiene características que lo diferencian de los anteriores, ya que cuenta con una muy variada vegetación, todo su perímetro está entejidado, tiene un pequeño lago artificial, varios parrilleros con bancos y mesas, un circuito para paseo y una importante escultura en metal realizada por la artista local Marta Crovella. Este lugar es muy utilizado por familias, sobre todo los fines de semanas, para reunirse alrededor de un asadito.

### Plaza Constitución
Si continuamos nuestro ingreso hacia el centro de la localidad y una cuadra antes de ingresar al boulevard San Martín bajamos otra hacia el norte se encuentra la plaza “Constitución”. Nombre que obedece a un barrio de viviendas muy importante. Este parque a diferencia de los anteriores cuenta con una canchita de fútbol que hace al deleite de los chicos, además de otros juegos infantiles y bancos está circundado por unos bellísimos álamos que ofrecen generosa sombra.

### Plaza 25 de Mayo
Ya en el centro de la localidad nos encontramos con la plaza principal “25 de Mayo” esta plaza de 40000 m² tiene en su centro un escenario de grandes dimensiones para todo tipo de actos con una gran fuente de aguas danzantes, baños para damas, caballeros y gente con discapacidad, pérgolas. Una gran vegetación de árboles añosos y renuevos, con retoños de árboles históricos, una higuera de Sarmiento, un pino de San Lorenzo y el manzano de Tunuyán. Iluminación central y diseminada por toda la plaza no dejando por las noches bolsones de oscuridad. Además cuenta con una gran cantidad de juegos infantiles, cuenta con un tablero de ajedrez gigante.Un imponente monumento al centenario portal del pueblo, otros más pequeños en homenaje a las madres, al trabajador, a los inmigrantes, al hermanamiento de Faule y  en homenaje al fundador de Reina Margarita y Humberto Primo en el cincuentenario.
Esta plaza es muy transitada a diario ya que es el paso obligado dada su ubicación y muy concurrida en horarios no laborables por gente de todas las edades: algunos para matear y escuchar música, otros la utilizan para ejercitarse, fundamentalmente para caminatas, es un muy bonito y emblemático lugar de encuentros. Además se utiliza para todo tipo de eventos populares como encuentros de artesanos, festivales musicales, jornadas de juegos infantiles y otros organizados por diferentes entidades.

### Planta Campamentil "La Maravita"
Por último, ya fuera de la localidad, a 12 kilómetros se encuentra la planta campamentil “La Maravita”. Este lugar que anteriormente era una escuela rural fue remodelado y tiene en la actualidad como objetivo albergar a estudiantes de nuestro pueblo y otras localidades para distintas actividades recreativas.
Cuenta en su parte edilicia con una cocina, salón comedor, baños y otras dependencias, todo el predio está rodeado de gran vegetación donde predominan los gigantes eucaliptos y todo ese espacio está preparado para el armado de carpas para recibir distintas delegaciones.

## Transporte

### Accesos principales
La localidad de Humberto Primo se ubica a la vera de la ruta provincial n° 13, y a 20 km de la Ruta Nacional 34. En septiembre del pasado año, se inauguró la Ruta Provincial 80-S, que permite el ahorro de tiempo para llegar a ciudades como Santa Fe.
| Identificador | Denominación                                               | Tipo            | Itinerario                                                                          |
| ------------- | ---------------------------------------------------------- | --------------- | ----------------------------------------------------------------------------------- |
| RP 13         | Trabajadores Ferroviarios (Humberto Primo - San Cristóbal) | Ruta provincial | Por Avenida 25 de Mayo: hacia, Virginia, Constanza, Capivara y hacia San Cristóbal. |
| RP 62         |                                                            | Ruta provincial | Por Avenida San Martín: hacia Ataliva, Sunchales y hacia Rafaela.                   |
| RP 80-S       |                                                            | Ruta provincial | Por Avenida Lehmann: hacia Soutomayor, Providencia y hacia Progreso.                |

### Transporte público
La localidad no cuenta con transporte público

#### Servicios de Ómnibus
Humberto Primo, cuenta con una moderna Terminal de Ómnibus moderna, que cumple con todas las normas de higiene y seguridad. Esta estación cuenta con refugios bajo techo, cerrados con ventilación e iluminación en su totalidad, estacionamiento para automóviles particulares y tres plataformas para micros.
Las empresas que operan con la terminal son:
• Empresa Expreso Ruta 13: diariamente cumple el servicio desde Moisés Ville a Rafaela y viceversa. Ingresa a nuestra localidad con destino a Rafaela en los horarios: 7, 11:15, 15 y 18:30, pasando por las localidades de Ataliva y Lhemann. Y con destino a Moisés Ville en los horarios: 8, 12:15, 16 y 20:30, pasando por Virginia. La combinación con destino a San Cristóbal es posible únicamente en el horario de las 8 hs.
• Empresa ETAR: tiene un solo ingreso semanal los días domingos (si el lunes es feriado pasa a ese día). Sale de Rafaela con destino a San Cristóbal a las 20,15. Luego parte a las 22 h con destino a Rafaela, previamente pasando por la ciudad de Sunchales.
• Empresa Rápido Tata: tiene su ingreso a nuestra Terminal únicamente si tiene ascenso o descenso de pasajeros. Esta empresa parte desde Roque Sáenz Peña con destino a Retiro y viceversa. El horario en nuestra localidad rumbo a Capital Federal es a las 23:00 y hacia Roque Sáenz Peña a las 3:15 h. Para viajar con dicha empresa debe encargar los boletos con anticipación.
• Empresa Cooperativa T.A.L.: diariamente cumple el servicio en la ciudad. Esta empresa parte desde la ciudad de Santa Fe con destino a nuestra localidad y viceversa. El horario en Humberto Primo rumbo a la capital santafesina es, de lunes a sábados, a las 04:50 h, los días domingos a las 18.

## Cultura
En la localidad se desarrolla una intensa actividad cultural en todas las disciplinas artísticas, como la música, la pintura, la poesía y la narrativa, dan buena cuenta de ello.

### Bibliotecas
- Biblioteca Popular Mariano Moreno Fundada el 27 de octubre del año 1929, su local se encuentra en la calle Mariano Moreno 183.

### Gastronomía
La Gastronomía de Humberto Primo, al igual que la de la  región Pampeana, se caracteriza y diferencia de las gastronomías del resto de América por dos aportes europeos: el italiano y el español, que constituyen sus características principales, completados por los aportes gauchos.

Una de las comidas tradicionales de Humberto Primo es el tradicional Asado, como en el resto del país y la región.
Otra de las comidas principales del pueblo, es  la bagna cauda (se pronuncia baña cauda), principalmente en invierno, ya que la ciudad es conocida por la famosa fiesta provincial y Argentina de la Bagna Cauda.

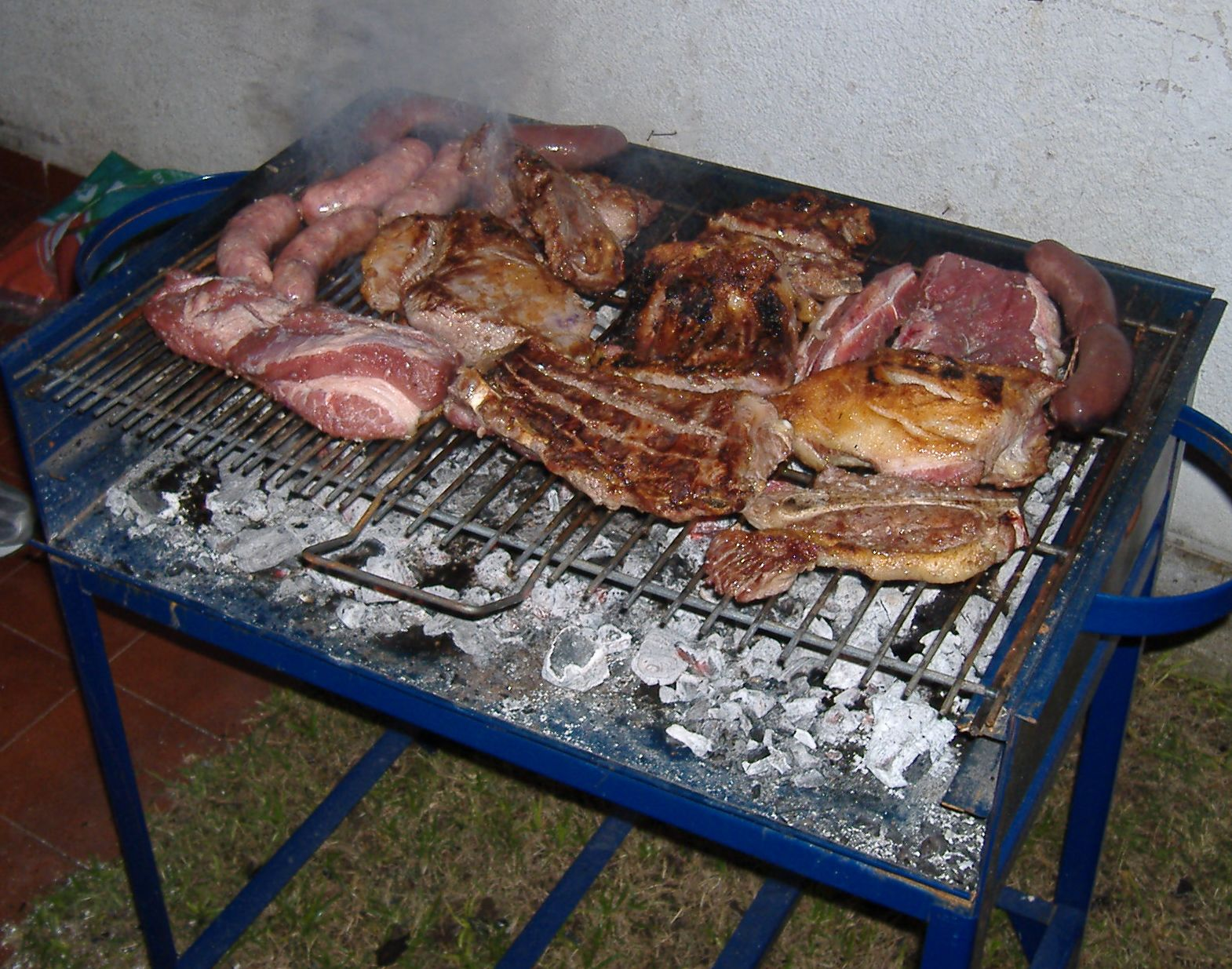
Asado

Entre las infusiones típicas están en primer lugar el mate y en verano el tereré. También el té, el mate cocido, el café con leche y el té con leche.
Respecto a las bebidas alcohólicas, se destaca el consumo de cerveza.
El postre más tradicional y famoso es el "alfajor santafesino" y el turrón de Quaker.[cita requerida]

### Música
La ciudad de Humberto Primo goza de un gran número de músicos practicantes y aficionados. Uno de los géneros más populares a fines de s XX y en los tres iniciales lustros del s. XXI es la cumbia santafesina, surgida en la Ciudad de Santa Fe, Argentina.
Sus instrumentos principales son: la guitarra, el acordeón o el bandoneón, el bajo, entre otros. También es conocido por el grupo en la región llamado Nueva Era constituido por un grupo de humbertinos que rememoran los grandes clásicos de una época.

## Deporte

### Fútbol
Argentino Football Club: Actualmente disputa el Grupo A de la Liga Rafaelina de Fútbol.

### Skate
En junio de 2015 se presentó un proyecto de una pista de skate en la plaza constitución.

### Instituciones Deportivas
- Argentino Foot Ball Club. Su clásico rival es el Club Deportivo Independiente de Ataliva.

Fútbol
El fútbol es el deporte principal de este club. En la actualidad participa en la Liga Rafaelina de Fútbol - primera A.
Cuenta con una cancha principal habilitada con el perímetro entejidado, iluminación, tribuna de cemento, con sala de transmisiones para periodistas, riego artificial, vestuarios y buffet.
Además posee una cancha auxiliar. Este deporte desde los comienzos logró innumerables premiaciones y ascensos.
Tenis
Para realizar dicho deporte, dispone de dos canchas de polvo de ladrillos, debidamente perimetradas con tejido y arbustos. Además tiene canchas alternativas con piso de cemento y un quincho para descanso.
Los que practican este deporte reciben asesoría y adiestramiento de profesores especializados, arrojando a lo largo de los años, y a través de distintos torneos, resultados altamente positivos.
Taekwondo
Esta disciplina se practica en el piso superior de la sede: lugar acondicionado y adecuado por la comodidad y aislamiento que dicha práctica necesita. Este arte marcial es practicado por personas de distintas edades y sexos.
Tuvo logros importantes en distintas competencias nacionales e internacionales.
Básquet y Voleibol
Estos dos deportes que fueron puestos juntos, no por falta de respeto a uno de ellos, sino porque ambos se desarrollan en el mismo ámbito; dentro del salón principal, que cuenta con todos los elementos y las marcaciones necesarias para estas prácticas.
Se formaron a lo largo de los años distintos equipos (fortalecidos por grupos femeninos), todos muy competitivos ya que cuentan con toda la voluntad y el asesoramiento de profesionales especializados en estos deportes.
En cada participación dejan bien representada a nuestra localidad.
Natación
Para esta práctica el club cuenta con dos piletas: una para adultos cuyas dimensiones son 33x12 metros con 6 carriles y otra de menores dimensiones y profundidad para que los niños se diviertan.
El predio donde se encuentran posee además una variada arboleda y cómodos asientos diseminados por distintos lugares para que los adultos puedan pasar una buena tarde.
Durante la temporada de verano cuenta con bañeros, que son profesores de educación física, y con la colonia de vacaciones, para que los niños puedan aprender distintos estilos de natación.

## Personas destacadas
- Luciana Sismondi (Modelo)

El 24 de julio de 2019, el Presidente de la Nación Mauricio Macri visitó el pueblo. Asistió a un tradicional bar y dio un discurso a la población. Fue la primera vez que un presidente visitó la localidad.

## Medios de comunicación
Antes de mencionar los actuales medios de comunicación de nuestra localidad debemos hacer un reconocimiento a la propagadora FIBO, que por los años 1950 brindaba a los pobladores música, noticias y propagandas en los horarios matutinos y vespertinos a través de una torre ubicada en la plaza 25 de Mayo.
A partir del 2016, el servicio de FIBO se restableció, pero solo anuncia necrológicas y ya no tiene epicentro en la Plaza 25 de Mayo. 
En la actualidad, Humberto primo, tiene el privilegio de estar cubierto con los tres medios masivos de comunicación: televisión, radio y periódico.

### Televisión
El primero de los medios, fue un emprendimiento de un visionario de la comunicación, Decio Domingo Costa. Un periodista, locutor de trayectoria y muchos reconocimientos.
Comenzó teniendo un medio alternativo, el sistema de radio por cableado. El audio llegaba a través de un cable que recorría gran parte de la localidad teniendo el usuario un parlante en su hogar o comercio para poder receptar y escuchar las noticias y música.
Luego de esto, el gran emprendimiento: la televisión. Medio que obligó a una gran inversión en tiempos de inseguridad económica pero gracias a la constancia y convicción en el proyecto, fue que el mencionado periodista pudo también lograr este objetivo, y traer el servicio audio visual a la localidad.
En la actualidad es propiedad de Cablevisión San Cristóbal, quienes continúan con la actividad.

#### Programas Humbertinos
•Canal 2
•Humberto Primo Al Día
•El Regional
•Mujeres

#### Operadoras de televisión por cable
•Red Intercable
•DirecTv
•Dibox

#### Canales de televisión de aire UHF
Los siguientes son los canales de TV con presencia en todo el Territorio Nacional; ya sea mediante la TDT o (en el futuro) la TDH:
| Multiplex | Segmento | Canal         | Logotipo | Temática                         | Formato de video      | Señal Móvil (Segmento 31) |                 |      |
| --------- | -------- | ------------- | -------- | -------------------------------- | --------------------- | ------------------------- | --------------- | ---- |
| 22        | 01       | Encuentro     |          | Educativo                        | SD (576i, 50Hz)       | Encuentro                 |                 |      |
| 22        | 02       | Paka Paka     |          | Infantil                         | SD (576i, 50Hz).      | Encuentro                 |                 |      |
| 22        | 03       | TaTeTi        |          | Infantil                         | SD (576i, 50Hz).      | Encuentro                 |                 |      |
| 22        | 04       | INCAA TV      |          | Cine argentino y latinoamericano | SD (576i, 50Hz).      | Encuentro                 |                 |      |
| 23        | 02       | TV Pública HD |          | Canal 7 de Buenos Aires          | HD (1080i, 50Hz)      | TV Pública                |                 |      |
| 23        | 03       | Tecnópolis    |          | Educativo                        | SD (576i, 50Hz).      | TV Pública                |                 |      |
| 24        | 01       | DeporTV       |          | Deportes                         | SD 16:9 (576i, 50Hz)  | DeporTV                   |                 |      |
| 24        | 02       | Vivra         |          | Música                           | SD (576i, 50Hz).      | DeporTV                   |                 |      |
| 24        | 03       | Arpeggio      |          | Música clásica                   | SD (576i, 50Hz).      | DeporTV                   |                 |      |
| 24        | 04       | Viajar        |          | Turismo                          | SD (576i, 50Hz).      | DeporTV                   |                 |      |
| 24        | 25       | 01            | CN23     |                                  | Noticias              | DeporTV                   | SD (576i, 50Hz) | CN23 |
| 02        | 25       | C5N           |          | SD (576i, 50Hz).                 | Noticias              |                           |                 | CN23 |
| 03        | 25       | Telesur       |          | SD (480i, 60Hz).                 | Noticias              |                           |                 | CN23 |
| 04        | 25       | 360 TV        |          | Interés general                  | SD 16:9 (576i, 50Hz). |                           |                 | CN23 |
| 05        | 25       | Construir TV  |          | Interés general                  | SD (576i, 50Hz).      |                           |                 | CN23 |

- Canal 13 Santa Fe (Grupo Telefe)

Frecuencia asignada para la TVDigital UHF 32 (Sin fecha para su emisión - sin pruebas).

### Radios
| MHz      | Nombre de la radio FM |
| -------- | --------------------- |
| FM 100.1 | Endecha               |
| FM 90.1  | Pasión                |

## Gobierno y administración
Dado el sistema federal de gobierno, en Argentina hay tres órdenes o escalafones: el Nacional, el Provincial y el Comunal. Así, corresponde referirse a los tres poderes en cada uno de estos escalafones. La creación de la comuna fue el 31 de enero de 1895.

### Poder Ejecutivo
El Presidente Comunal de Humberto Primo es el responsable político de la administración general del pueblo.
Desde el 10 de diciembre de 2017 el presidente comunal es Mauro Gilabert, con la lista "Humberto crece" representando a la coalición de Juntos por el Cambio. Fue elegido por primera vez el 22 de octubre de 2017 y renovó su mandato en las Elecciones de 2019 y de 2021 hasta el 10 de diciembre de 2023.

#### Presidentes comunales
| Año  | Título                | Nombre                 | Ref.   |
| ---- | --------------------- | ---------------------- | ------ |
| 1895 | Presidente            | Luis Depellens         | [ 10 ] |
| 1904 | Presidente            | Emilio Girardini       | [ 10 ] |
| 1906 | Presidente            | Carlos Dobler          | [ 10 ] |
| 1907 | Presidente            | Francisco Giacomino    | [ 10 ] |
| 1908 | Presidente            | Hercoles Marchesi      | [ 10 ] |
| 1913 | Presidente            | Felix Bauducco         | [ 10 ] |
| 1916 | Presidente            | Tomás Rocchia          | [ 10 ] |
| 1920 | Presidente            | Pedro Ferrati          | [ 10 ] |
| 1925 | Presidente            | José Galoppe           | [ 10 ] |
| 1926 | Presidente            | Eduardo Zehnder        | [ 10 ] |
| 1926 | Presidente            | José G. Dutto          | [ 10 ] |
| 1928 | Presidente            | Juan Pascual           | [ 10 ] |
| 1932 | Presidente            | Miguel Rostagno        | [ 10 ] |
| 1934 | Presidente            | Antonio Sapino         | [ 10 ] |
| 1935 | Interventor           | Juan Pascual           | [ 10 ] |
| 1938 | Presidente            | Valentín Vicentini     | [ 10 ] |
| 1942 | Presidente            | Eduardo Zehnder        | [ 10 ] |
| 1943 | Comisario interventor | Eduardo Zehnder        | [ 10 ] |
| 1946 | Delegado comunal      | Juan Pedro Bonino      | [ 10 ] |
| 1947 | Delegado comunal      | Alfonso P. Leoni       | [ 10 ] |
| 1948 | Presidente            | Alfonso P. Leoni       | [ 10 ] |
| 1952 | Presidente            | Roberto Giacomino      | [ 10 ] |
| 1955 | Presidente            | Horacio Bulacio Gigena | [ 10 ] |
| 1955 | Presidente            | Roberto Giacomino      | [ 10 ] |
| 1958 | Presidente            | Elvio Faraudello       | [ 10 ] |
| 1958 | Presidente            | Erminio Delbino        | [ 10 ] |
| 1960 | Presidente            | Américo Volta          | [ 10 ] |
| 1962 | Presidente            | Augusto Lanter         | [ 10 ] |
| 1963 | Presidente            | Federico Bergesse      | [ 10 ] |
| 1965 | Presidente            | Rubén Rostagno         | [ 10 ] |
| 1966 | Presidente            | Rubén Rostagno         | [ 10 ] |
| 1970 | Presidente            | Nicanor Ficetto        | [ 10 ] |
| 1970 | Presidente            | Remigio Pascual        | [ 10 ] |
| 1973 | Presidente            | Oscar Chiappero        | [ 10 ] |
| 1976 | Presidente            | Nicanor Ficetto        | [ 10 ] |
| 1976 | Presidente            | Oscar Chiappero        | [ 10 ] |
| 1984 | Presidente            | Pedro Benizio          | [ 10 ] |

### Poder Legislativo
El Poder Legislativo está a cargo de la Comisión Comunal. El órgano reglamenta y sanciona las ordenanzas comunales, que debe poner en práctica el presidente comunal.

### Tribunal de Faltas
El Tribunal de Faltas es el organismo comunal encargado de controlar el cumplimiento de las ordenanzas.

### Desde Humberto Primo a ciudades dentro de Argentina
| Ciudad              | Provincia argentina    | Distancia en km (por tierra) | Distancia en km (por aire) |
| ------------------- | ---------------------- | ---------------------------- | -------------------------- |
| Santa Fe            | Santa Fe               | 107                          | 99                         |
| Paraná              | Entre Ríos             | 179                          | 140                        |
| Rosario             | Santa Fe               | 283                          | 249                        |
| Córdoba             | Córdoba                | 359                          | 298                        |
| Buenos Aires        | Ciudad de Buenos Aires | 577                          | 513                        |
| La Plata            | Buenos Aires           | 615                          | 544                        |
| Resistencia         | Chaco                  | 580                          | 460                        |
| Corrientes          | Corrientes             | 598                          | 466                        |
| Santiago del Estero | Santiago del Estero    | 489                          | 451                        |
| San Luis            | San Luis               | 660                          | 528                        |
| Formosa             | Formosa                | 747                          | 622                        |
| Posadas             | Misiones               | 920                          | 672                        |
| San Miguel          | Tucumán                | 648                          | 594                        |
| Catamarca           | Catamarca              | 654                          | 505                        |
| Santa Rosa          | La Pampa               | 841                          | 679                        |
| La Rioja            | La Rioja               | 682                          | 551                        |
| Mendoza             | Mendoza                | 914                          | 731                        |
| San Juan            | San Juan               | 825                          | 677                        |
| Salta               | Salta                  | 903                          | 794                        |
| San Salvador        | Jujuy                  | 933                          | 848                        |
| Viedma              | Río Negro              | 1.288                        | 1.101                      |
| Neuquén             | Neuquén                | 1.369                        | 1.071                      |
| Rawson              | Chubut                 | 1.709                        | 1.407                      |
| Río Gallegos        | Santa Cruz             | 2.850                        | 2.383                      |
| Ushuaia             | Tierra del Fuego       | 3.833                        | 2.705                      |

## Historia

### Reseña histórica
Humberto Primo o Umberto Primo fue fundado por Guillermo Lehmann. La historia de Humberto Primo nombre del Rey de Italia, comenzó cuando Guillermo Lehmann creó la Colonia Reina Margarita el 7 de octubre de 1884. El trazado del pueblo Nueva Roma fue aprobado el 27 de abril de 1901 y la Comuna es del 31 de enero de 1895. El pueblo conservaría hasta 1935 el nombre de Nueva Roma. Conviene aclarar que los terrenos pertenecían a los ciudadanos suizos Stoessel y Hugentobler, por haberlos designados Lehmann como administradores de todos sus bienes.
Cabe recordar que en estas tierras nació el gran goleador del Club Argentino FC Nestor Raul "El Bagual" Sangalli.

## Turismo

### Sitios de interés
- Plaza 25 de mayo: Está delimitada por las calles Córdoba, Rivadavia, Buenos Aires y Moreno.
- Parque de la Vida: es un parque ubicado en el acceso a la ciudad; hay una diversa cantidad de árboles de todas las especies.
- Pesca: al este de la ciudad se encuentra una laguna pequeña, bajando en la RP13.
- Sociedad Italiana: ubicada sobre el bulevar San Martín, zona urbana de Humberto.
- Parroquia Santa Margarita: es un templo religioso de culto católico y bajo la advocación de Santa Margarita, ubicada sobre la calle Rivadavia en frente de la Plaza 25 de Mayo.

## Hermanamiento
| País   | Ciudad | Año del acuerdo |
| Italia | Faule  | 1977            |

- Faule, Provincia de Cuneo, Piamonte

## Parroquias de la Iglesia católica en Humberto Primo
| Diócesis  | Rafaela               |
| --------- | --------------------- |
| Parroquia | Santa Margarita Reina |